# Likwit Crew
Likwit Crew je američki hip hop kolktiv koji je osnovan u Los Angelesu, Kaliforniji. Kolektiv je osnovao King Tee koji je poslije pridružio članove Tha Alkaholiksa i Xzibita. Izvođači kao što su J. Wells, Phil da Agony, Lootpack, Defari, Styliztik Jones, Declaime, Montage One i The Barbershop MC's pridružili su se kasnije. Ostali i bliski članovi kolektiva su grupe Dilated Peoples i Strong Arm Steady. Grupu sljednicu Likwit Junkies osnovali su DJ Babu i Defari.

## Članovi
Trenutni članovi
- Chuck Hustle
- Declaime
- Defari
- E-Swift
- J. Wells
- J-Ro
- King Tee
- Montage One
- Phil da Agony
- Styliztik Jones
- Tash
- The Barber Kiz
- Xzibit

## Vanjske poveznice
- Likwit Crew na Allmusicu
- Likwit Crew na Discogsu